# Biocybernetyka
Biocybernetyka – dział cybernetyki zajmujący się badaniem procesów sterowania w układach biologicznych oraz sprzężeń pomiędzy tymi procesami a środowiskiem.

## Terminologia
Określenie biocybernetyka wywodzi się od słów bio (gr. życie) i cybernetyka (gr. kybernetes "sternik; zarządca" od kybernán "sterować; kontrolować"). W literaturze można również spotkać się z określeniem cybernetyka biologiczna. W przypadku poszukiwania wiadomości z zakresu neuro cybernetyki zaleca się również szukać pod terminem neuorologia. Podobne postępowanie ma się w kwestii terminów stosowanych przy pracy informatycznej. Spotykając się z określeniem cybernetyka molekularna, wiadomości dotyczących problemów z tej dziedziny, należy szukać (prócz hasła biocybernetyka) również pod terminem molekularne systemy obliczeniowe, teoria systemów molekularnych lub systemy molekularne. Znajomość tych zasad jest bardzo przydatna w momencie, gdy poszukiwanie odpowiedzi dokonujemy poprzez przeglądarkę internetową.

## Kategorie
- biocybernetyka – nauka o procesach biologicznych
- neurocybernetyka – cybernetyka w odniesieniu do modeli neurologicznych (psychocybernetyka; swoim obszarem obejmuje znikomą wiedzę, poprzez co nie można jej traktować jako osobnej dyscypliny naukowej)
- cybernetyka molekularna – cybernetyka w odniesieniu do molekularnych systemów
- cybernetyka celularna – cybernetyka w odniesieniu do systemów komórkowych (np. technika informacji, komórki biologiczne)
- cybernetyka rozwoju (ewolucji) – nauka o rozwoju (ewolucji) systemów informacyjnych (Zobacz też: programowanie, algorytm)